# Dimitrovgrad (Bulgaria)
Dimitrovgrad (en búlgaro: Димитровград) es una ciudad de la provincia de Haskovo, Bulgaria. Fue fundada recientemente, a finales de los años 1940 y su nombre se debe al líder comunista Georgi Dimitrov. La ciudad es el centro administrativo de la homónima municipalidad de Dimitrovgrad, se encuentra al suroeste de Bulgaria y en febrero de 2011 contaba con 38.015 habitantes. Está considerada como una de las ciudades con más zonas verdes del país.
La ciudad de Dimitrovgrad fue construida en 1947 por el gobierno del Partido Comunista Búlgaro, un año después de la instauración de la República Popular de Bulgaria. El anuncio oficial de su fundación fue el 2 de septiembre de 1947, pero su construcción y expansión continuó intensamente varios años más, ya que entre otras cosas, los tres pueblos que existían en el lugar que ocupa la ciudad (Rakovski, Mariyno y Chernokonyovo) se fusionaron. La principal razón de su creación fue la de instalar un moderno centro industrial, siguiendo la base ideológica socialista del momento, que incluía la industrialización a gran escala del país.
Alcanzó su pico poblacional entre 1985 y 1992, pero tras el fin del socialismo en Bulgaria y la vuelta al capitalismo, la situación económica empeoró, lo que dio lugar a que una parte significativa de la población emigrara a otras zonas del país, destacando Sofia, o al extranjero. En 1992, coincidiendo con el fin de la República Popular, el monumento a Georgi Dimitrov fue retirado, decisión que siempre fue muy impopular entre los vecinos. Finalmente el ayuntamiento adoptó un plan para volver a colocar la estatua del dirigente comunista en 2013.

## Hermanamientos
Dimitrovgrad está hermanada con varias ciudades alrededor del mundo:
- Dimitrovgrad, Rusia
- Kalamariá, Grecia
- Grosseto, Italia